# Carlo Leopoldo Calcagnini

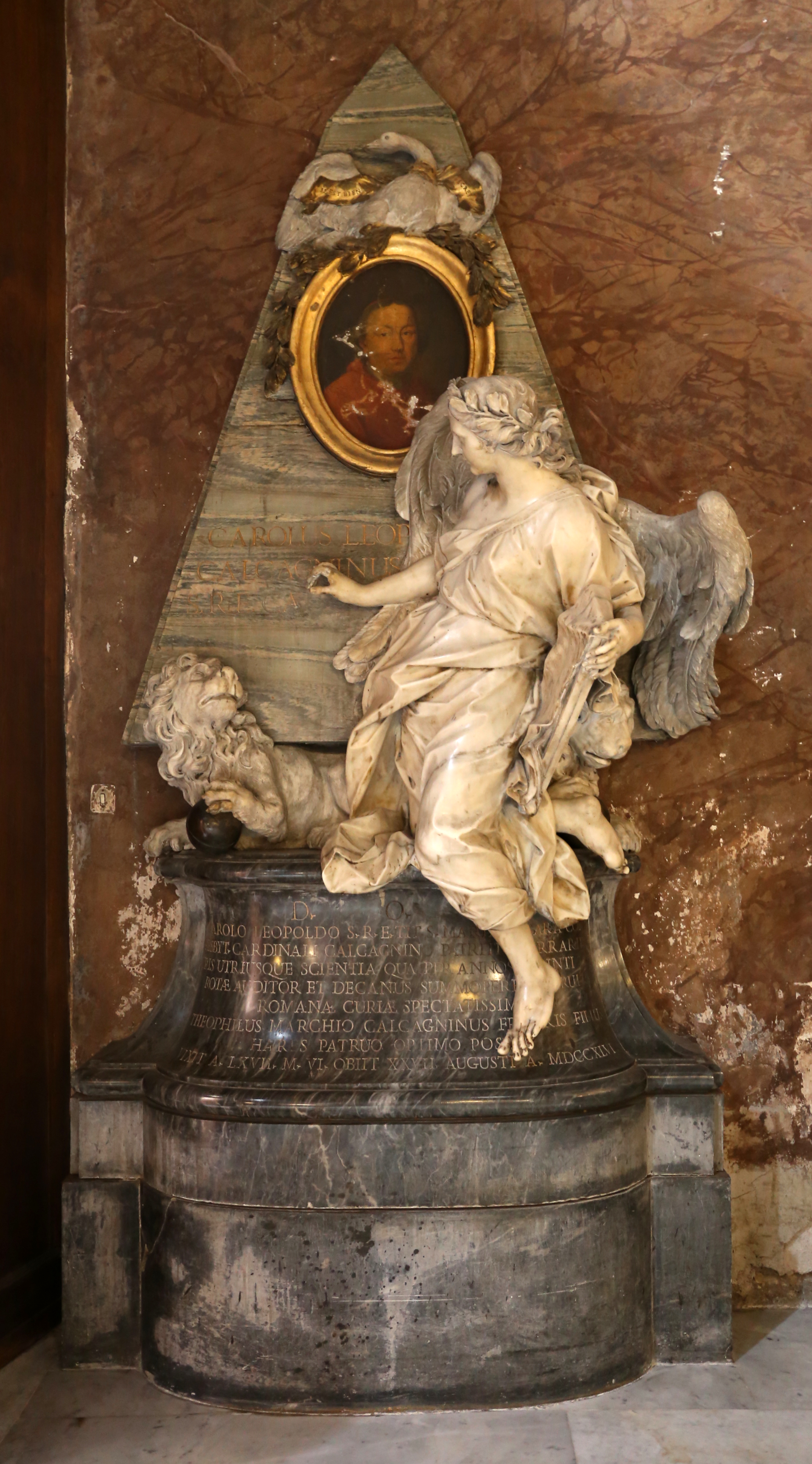
Grabmal des Kardinals Carlo Leopoldo Calcagnini in Sant’Andrea delle Fratte

Carlo Leopoldo Calcagnini (* 19. Februar 1679 in Ravenna; † 27. August 1746 in Rom) war ein italienischer Jurist und Kardinal der Römischen Kirche. Er war von 1734 bis 1743 Dekan der Römischen Rota.

## Leben
Calcagnini wuchs in Ravenna und Cesena auf, sein Vater Francesco Maria Calcagnini war in dieser Zeit Militärgouverneur in der Romagna. Über seine Mutter war er verwandt mit Kardinal Francesco Albizzi. Er studierte Rechtswissenschaften in Cesena und wurde dort als Doktor beider Rechte promoviert. Anschließend zog Calcagnini nach Rom, wo er aufgrund seiner juristischen Kenntnisse schnell an Ansehen am päpstlichen Hof gewann.
1701 wurde er von Papst Clemens XI. zum Auditor der Gesandtschaft in Avignon ernannt. Nach seiner Rückkehr nach Rom wurde er im Dezember 1719 Referent an der Apostolischen Signatur. Am 8. Juli 1721 folgte die Ernennung zum Auditor der Römischen Rota. Carlo Leopoldo Calcagnini veröffentlichte nach 1715 mehrere juristische Manuskripte und erwarb sich einen Ruf als führender Jurist seiner Zeit. 1733 wurde er von Papst Clemens XII. zum Konsultor der Heiligen Ritenkongregation ernannt, im Folgejahr zum Examinator für die Bischöfe. Ebenfalls 1734 stieg er zum Dekan der Römischen Rota auf, dieses Amt behielt er bis zu seiner Aufnahme ins Kardinalskollegium 1743. 1737 wurde Calcagnini Konsultor des Heiligen Offiziums.
Papst Benedikt XIV. nahm ihn im Konsistorium am 9. September 1743 als Kardinalpriester von Santa Maria in Aracoeli ins Kardinalskollegium auf. Kardinal Calcagnini widmete sich in den folgenden Jahren weiterhin Veröffentlichungen auf dem Gebiet der Rechtswissenschaften und starb im August 1746. Beigesetzt ist Carlo Leopoldo Calcagnini in der römischen Kirche Sant’Andrea delle Fratte.